# Santa Margarida de Viladepost
Santa Margarida de Viladepost és una església romànica del municipi de Castellnou de Bages, a la comarca catalana del Bages. És un monument protegit i inventariat dins el Patrimoni Arquitectònic Català
Pertanyia a l'antiga parròquia de Ferrans, dins la demarcació del castell de Balsareny. Està documentada al segle x i situada a prop del Mas de Viladepost.

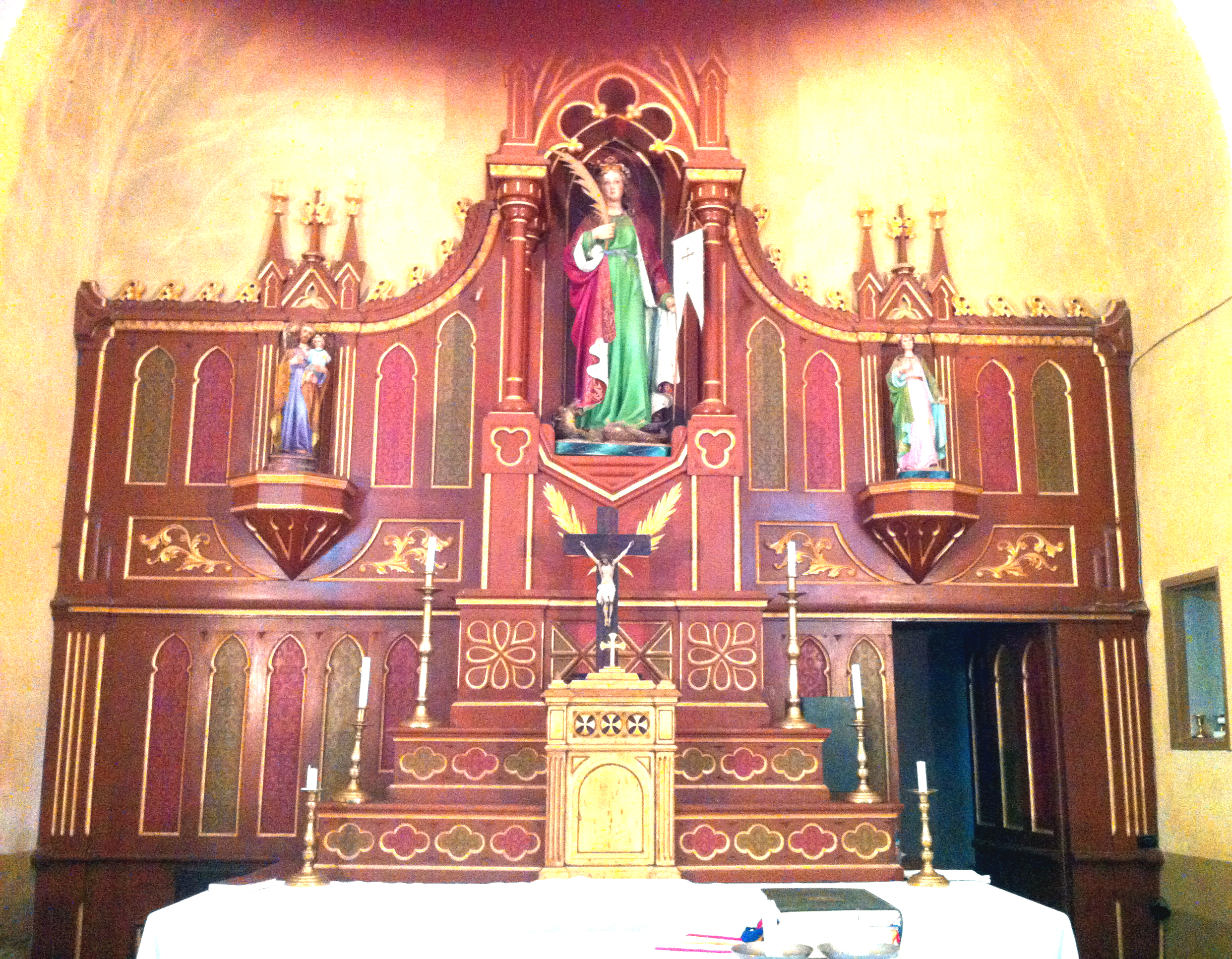
Altar i retaule de Santa Margarida de Viladepost

## Descripció
Capella rural d'una sola nau coberta amb volta de canó, amb absis semicircular a l'est. Aquest presenta una finestra de doble esqueixada. La coberta és de teula àrab a dues vessants a la nau central. Al mur de migdia hi ha un portal amb la data de 1646, any en què probablement es va construir sobre l'anterior edifici. Al mateix mur trobem una finestra refeta. Al cantó de ponent s'alça un campanar d'espadanya de factura i característiques diferents a les de la resta de la capella. A sota seu s'obre una petita finestra de mig punt. La construcció fou arrebossada exteriorment i enguixada en el seu interior. No destaquen ornamentacions.

## Notícies històriques
Es considera que l'església de Santa Margarida apareix documentada des del 1205. Els anys 1294 i 1295 apareix esmentada Santa Margarida de Villa Porcorum, que es correspondria a la mateixa capella. Les reformes foren poques; només el 1646 es reconstruí el portal del mur de migdia i possiblement s'alçà el campanar d'espadanya, alhora que s'arrebossava l'exterior i s'enguixava l'interior.